# قصر سانسوسي
قصر سانسوسي أو شلوس سانسوسي (بالألمانية: Schloss Sanssouci) هو قصر ألماني قرب برلين ولكن اسمه فرنسي فمعنى «سانسوسي» هو «بلا هموم» أو «بلا قلق»، وهو أحد أشهر القصور في ألمانيا بناه الملك فريدرش العظيم ملك بروسيا خلال الأعوام 1745 - 1747 على نمط الفن روكوكو. أناب الملك فريدريش الثاني المهندس المعماري «جيورج فون كنوبلزدورف» يتصميمه وبنائه.
وخلال حكم فريدرش فيلهلم الرابع قام بتوسيع القصر خلال الأعوام 1842/1841 حيث وسع جناحيه الجانبيين. وقد قام المهندس المعماري «لودفيغ بيرسيوس» بتصميم التوسعة طبقا لمسودة وضعها الملك.
تقوم «الجمعية الخيرية لقصور وحدائق بروسيا في برلين-براندنبورج» برعاية القصر وحديقته، وقد اعتبرته اليونسكو موقعا للتراث العالمي منذ عام 1990 . تصف الهيئة الألمانية لليونسكو هذا القصر بأنه«قصر فرساي البروسي»، حيث أنه يجمع بين الفنون المعمارية المتبعة خلال القرن 18 في تشكيل قصور أوروبا. ويتميز قصر سانسوسي وحديقته الواسعة بخيال معماري وتصميم للحديقة تعكس بصورة واضحة النظام الملكي المتعاظم لإدارة الدولة.
“
يزور القصر والحديقة أعداد غفيرة من السياح من كل بقاع الأرض كل عام.

## القصر وحديقة الأعناب

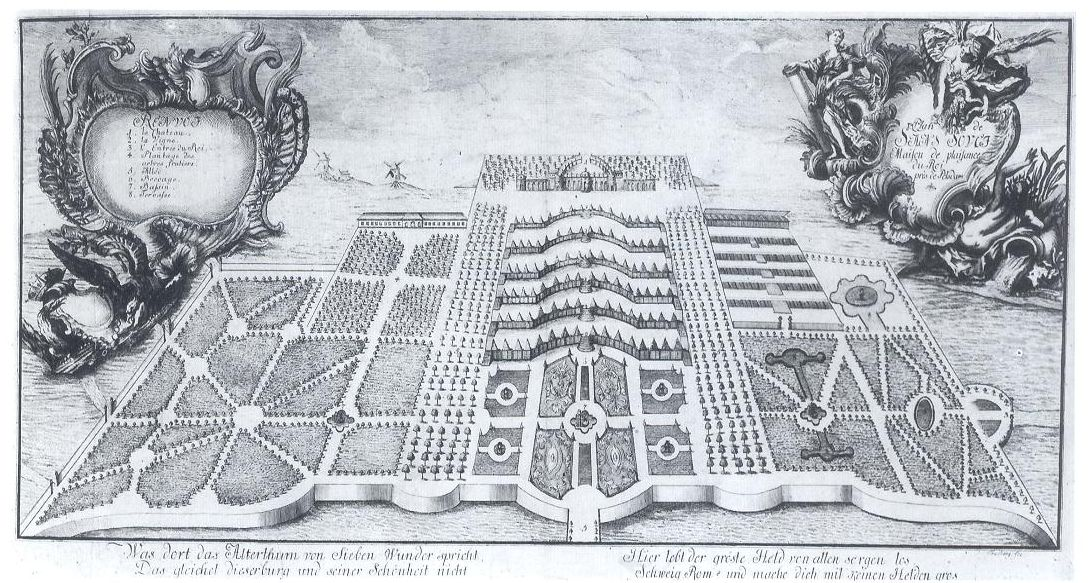
تصميم قصر سانسوسي من عام 1746.

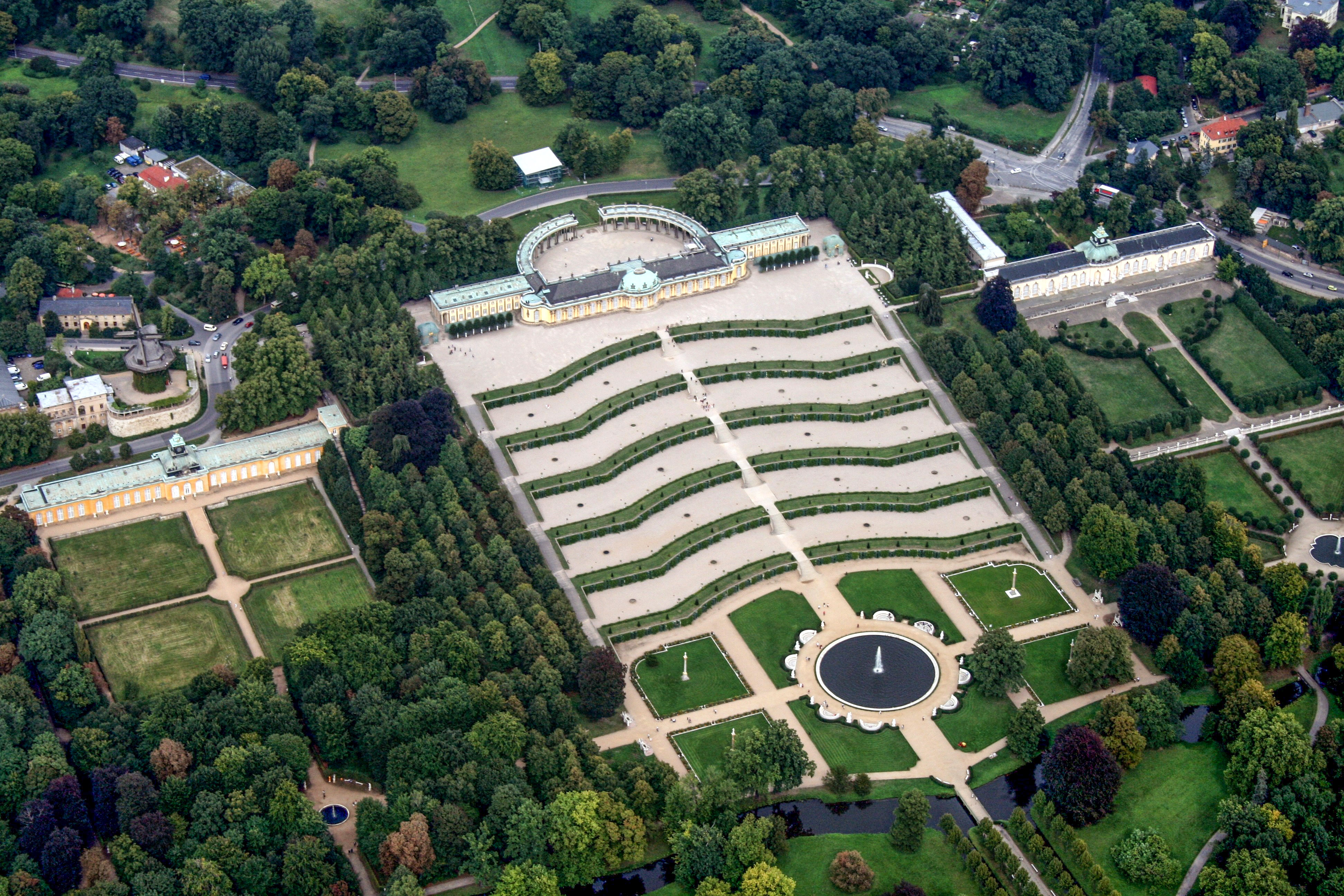
صورة من الجو 2008.

يعلو القصر طبقا لتصميم الملك فريدرش العظيم ملك روسيا أنذاك حديقة متدرجة للأسفل في اتجاه الجنوب بحيث تسمح مصاطبها المتدرجة برزاعة العنب. كانت الحديقة أصلا مزروعة بأشحار السنط. وأثناء خكم الملك فريدريك فلهلم الأول - المسمى بالملك العسكري نظرا لاهتمامه بالهيئة العسكرية وتنظيم الجيش - فانتزعت أشجار السنط بغرض توسيع مدينة بوتسدام وإنشاء تحصينات. وفي 10 أغسطس من عام 1744 أمر الملك فريدريك الثاني بتحويل الهضبة إلى مصاطب يزرع فيها العنب.
ونظرا لأن زراعة العنب تكون عادة في جنوب ألمانيا بسبب ضعف الشمس في الشمال، فقد أنشئت المصاطب في بوتسدام للتترج نحو الجنوب. وأنشأ المهندس المعماري «فريدريك ديتريش» على الهضبة 6 مصاطب عريضة متدرجة في اتجاه الجنوب، على أن تكون مقوسة ومحاطة بجدران منخفضة نحو الداخل للاستفادة أكبر ما يمكن من اشعة الشمس.
ينمو على المساطب أشجار متتابعة من أشجار العنب والبرتقال والفاكهة، ويتبعها 168 من الأكشاك الزراعية الزجاجية، تنمو فيها أنواع من الأشجار التي لا تنمو عادة في ألمانيا. . في الوسط
كانت هناك 120 (اليوم 132) من قصاري الزرع موضوعة على الستة مصاطب، مكا تحيط بالمصاطب من الجانبين طريقا صاعدا. اكتمل من إنشاء حديقة العنب في عام 1746 .
كما أنشئت اسفل المصاطب في عام 1745 حديقة زينة على نمط فن الباروكية، ينمو فيها أنواع الزهور والورود في توزيع جميل. وبنيت في وسطها نافورة كبيرة. ومان يحيط بالنافورة الكبيرة تماثيل من الرصاص المطلي بالذهب لبعض تماثيل الأساطير الإغريقية القديمة، إلا أنها لا توجد حاليا.

## قصر سانسوسي

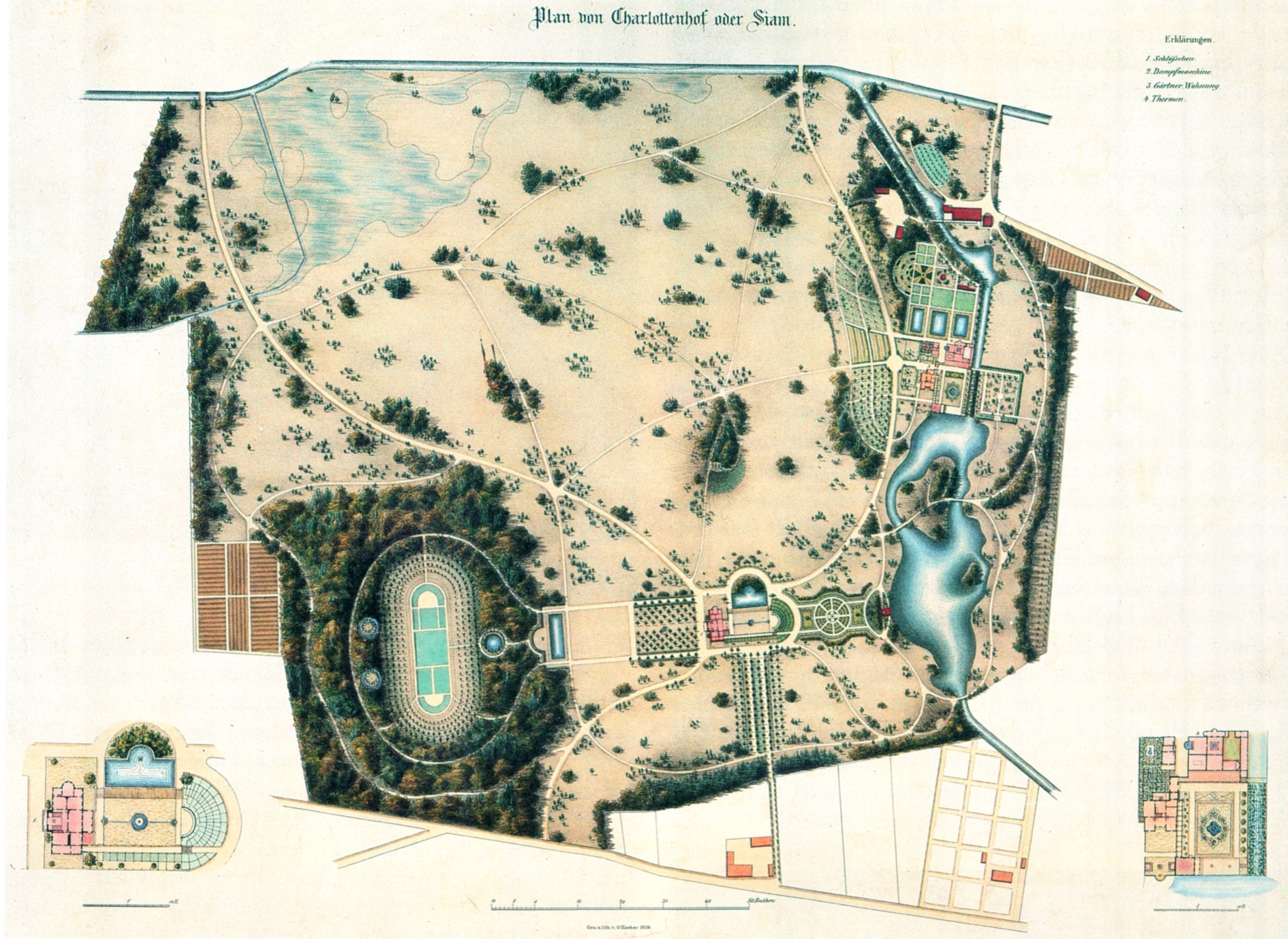
الموقع بالكامل

التناغم بين الفن المعماري وجمال الطبيعة يظهر في تصميم قصر سانسوسي حيث يعلة القصر مصاطب العنب. ويطهر القصر على تلك القمة فيكون بمثابة تاج لها. فقد أراد ملك بروسيا التمتع بالحياة خلال فصل الصيف، وكذلك ليكون عنوانا له بين ملوك ألمانيا في الجنوب بافاريا وملوك أوروبا.

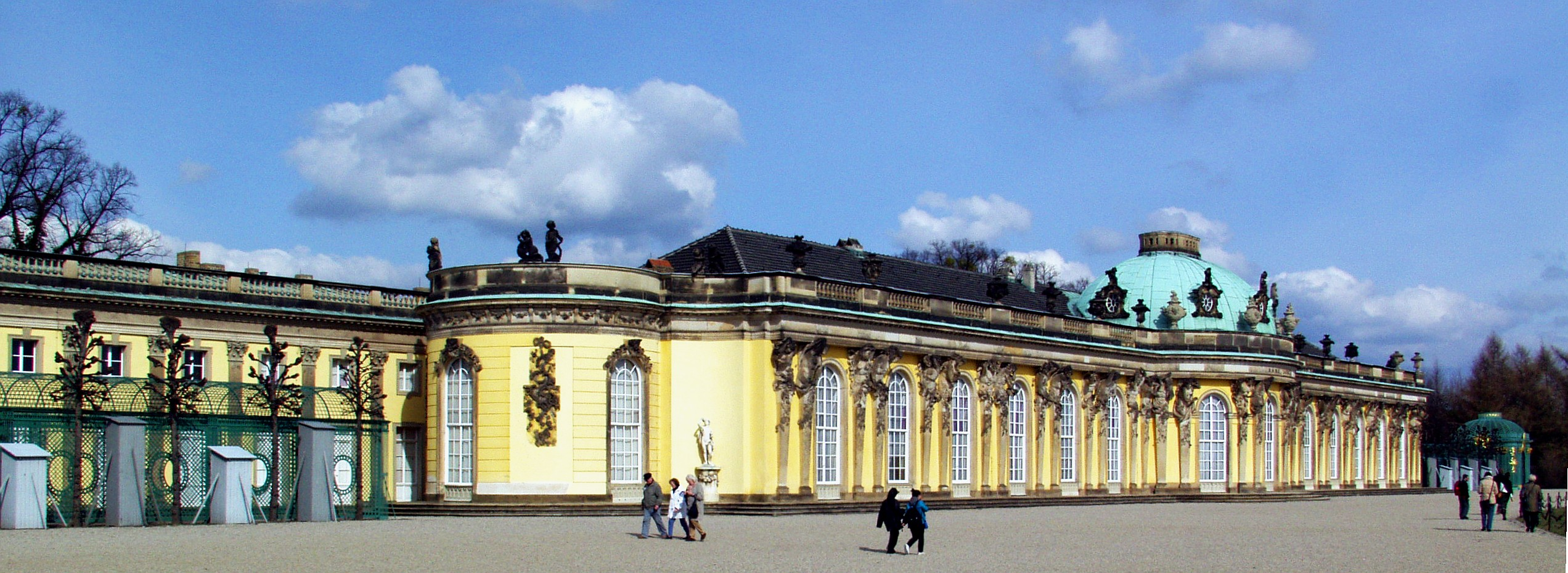
الواجهة الجنوبية للقصر ، في بوتسدام.

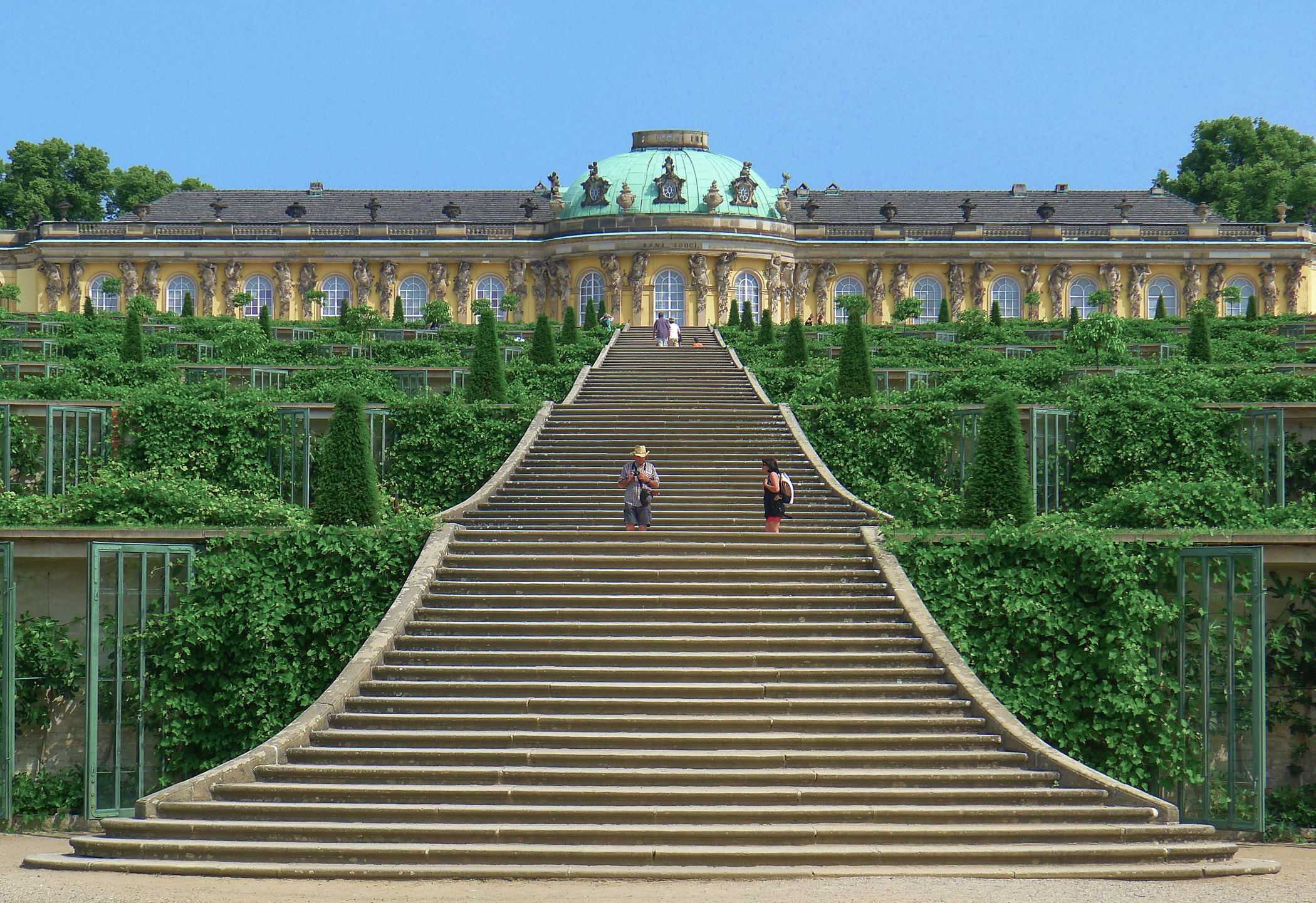
قصر سانسوسي من الجنوب

كما أمر بإنشاء طاحونة سانسوسي الشهيرة وهي موجودة منذ 1736 على تلك الهضبة، مما يخلع على الموقع المظهر الريفي البستاني، وكان فريدريك يقول أن «الطاحونة هي زينة القصر».
.

## صور لقصر سانسوسي

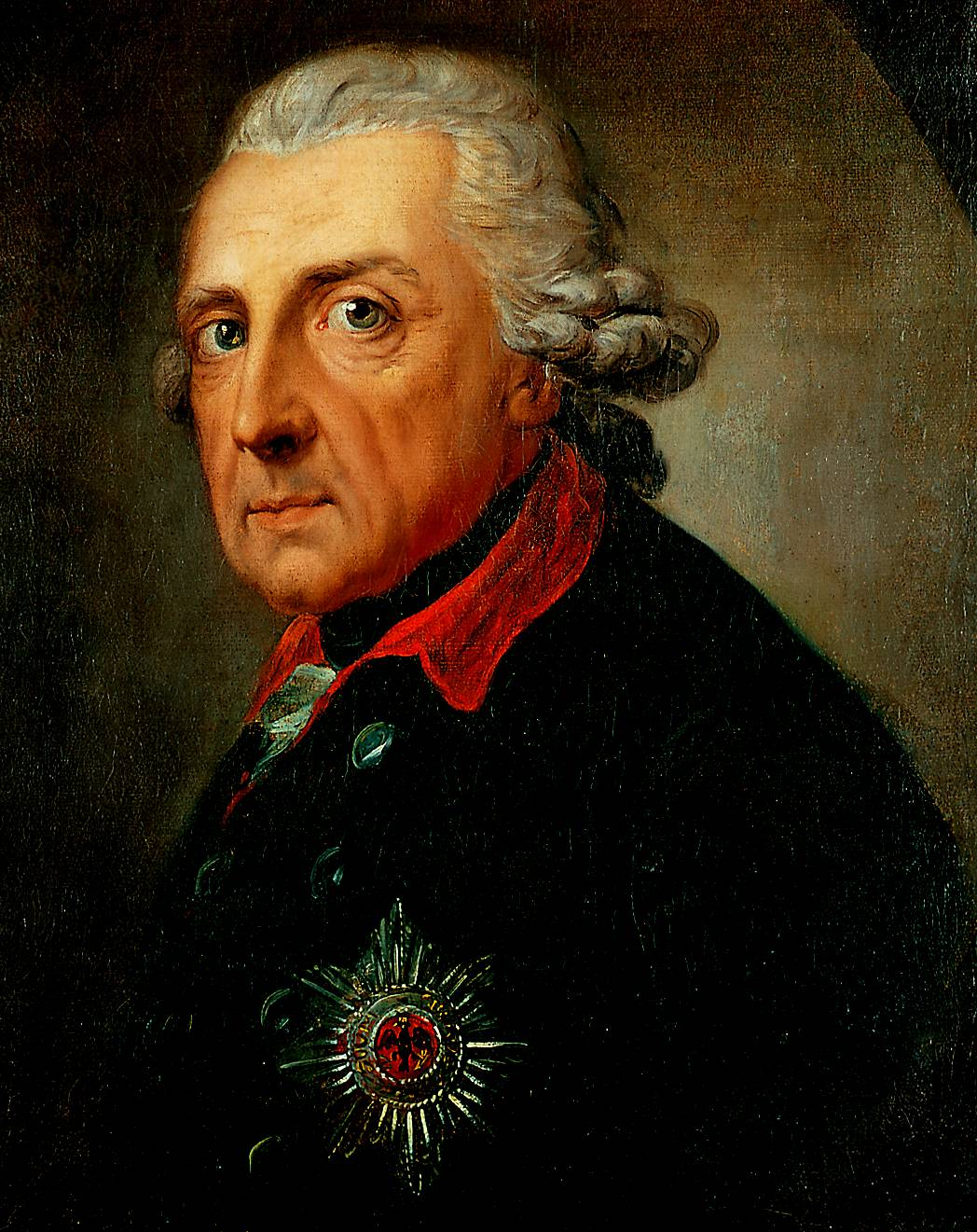
فريدريش الثاني 1781.
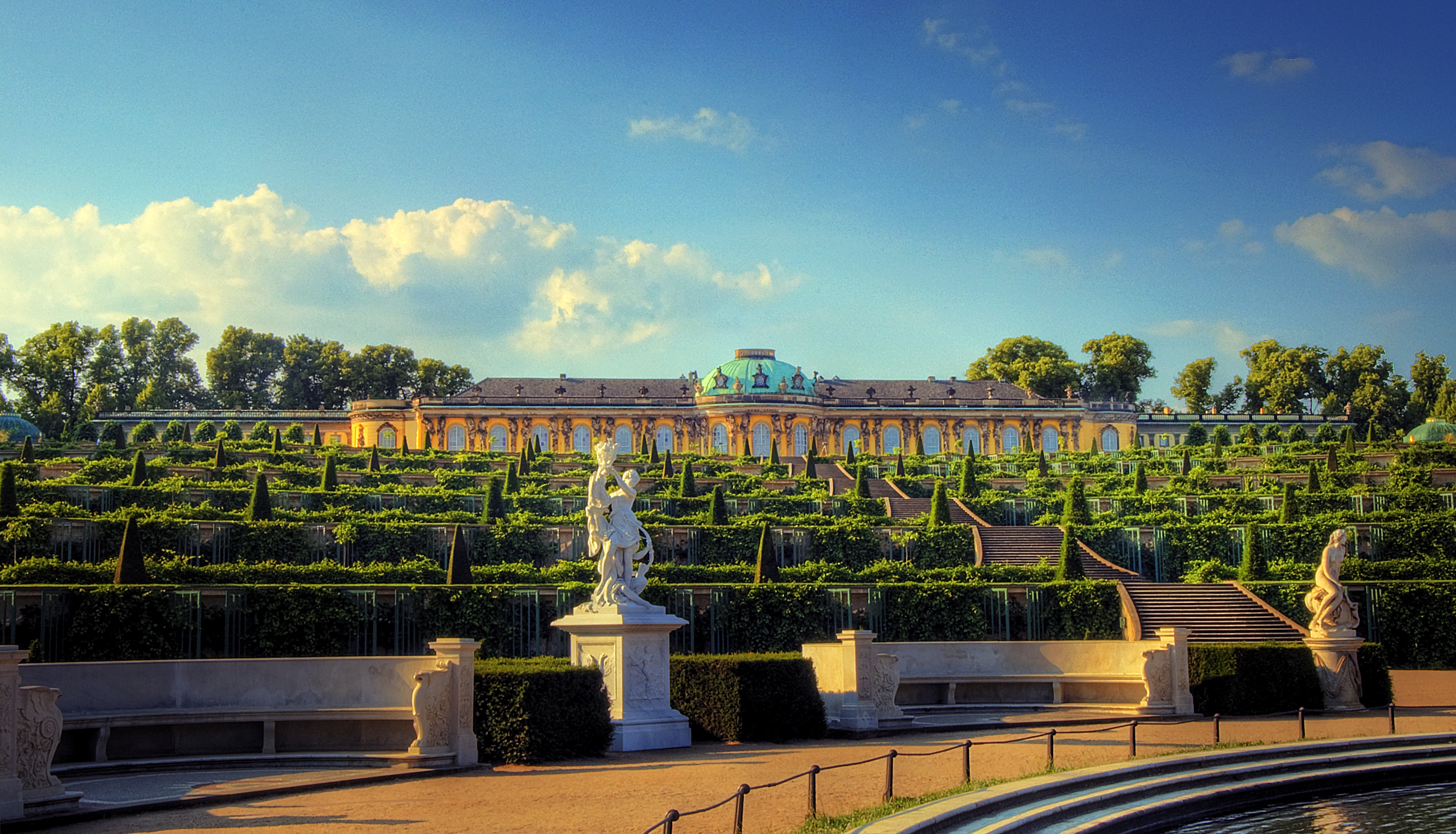
سانسوسي ومصاطب العنب
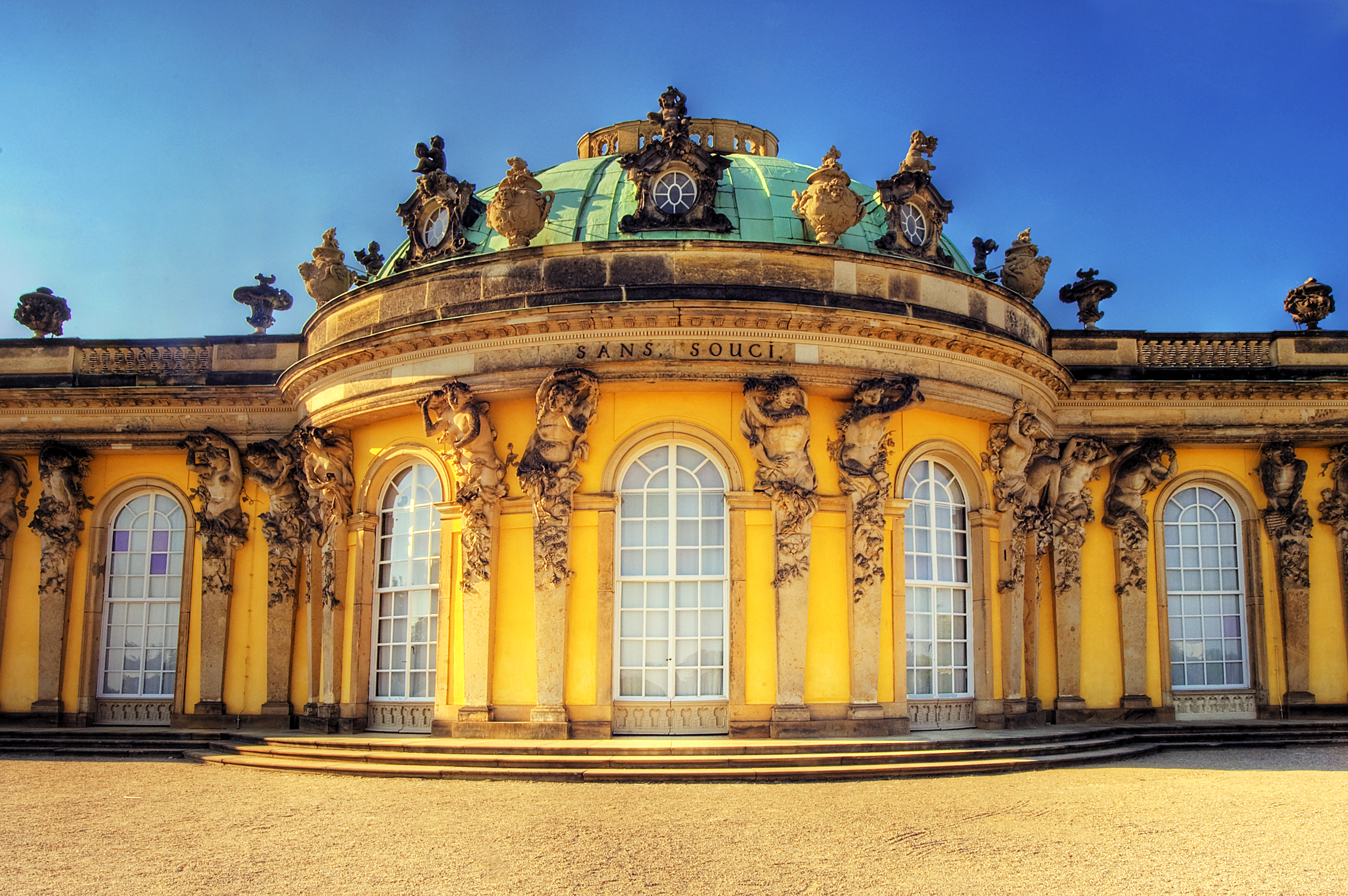
واجهة القصر
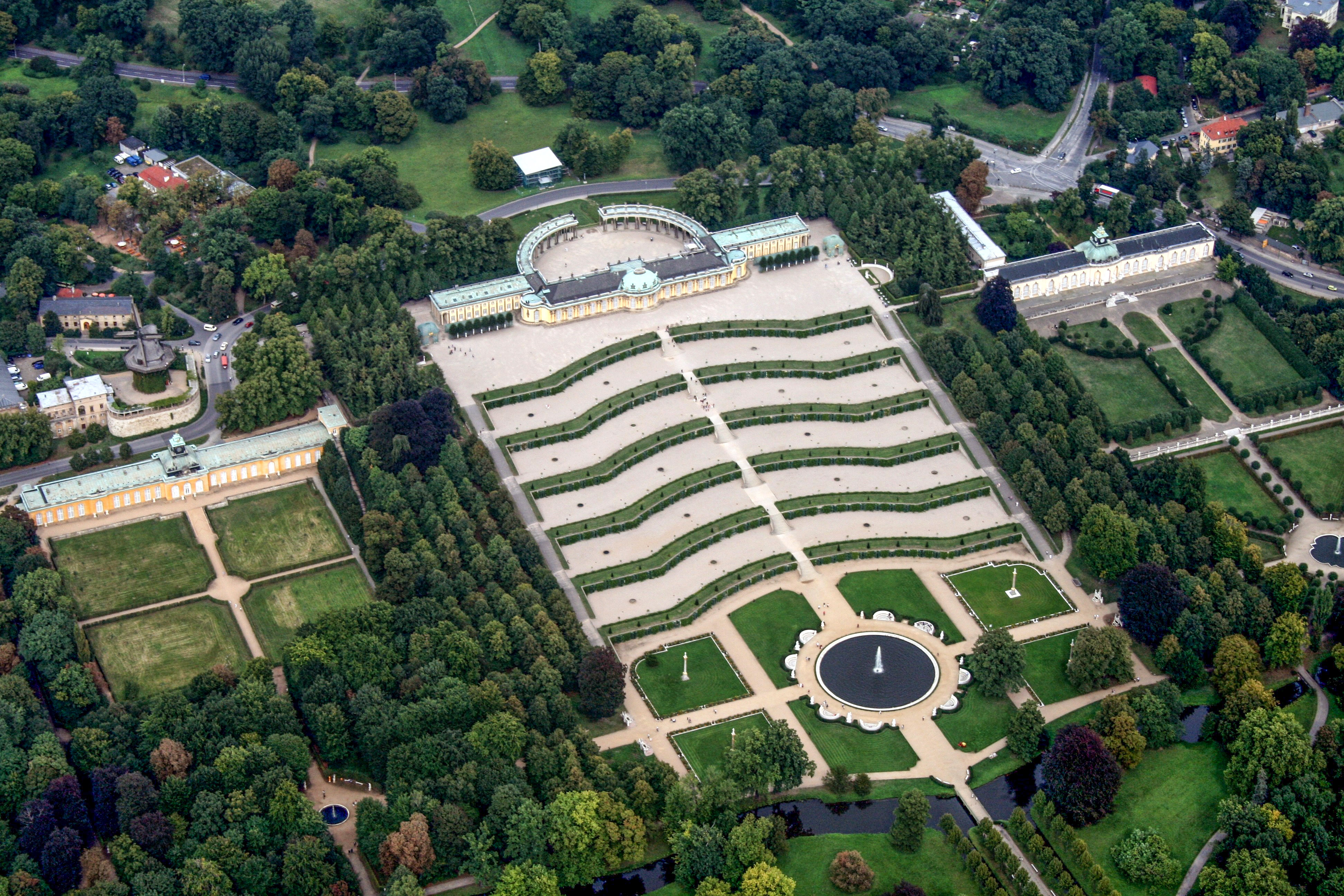
القصر من الجو
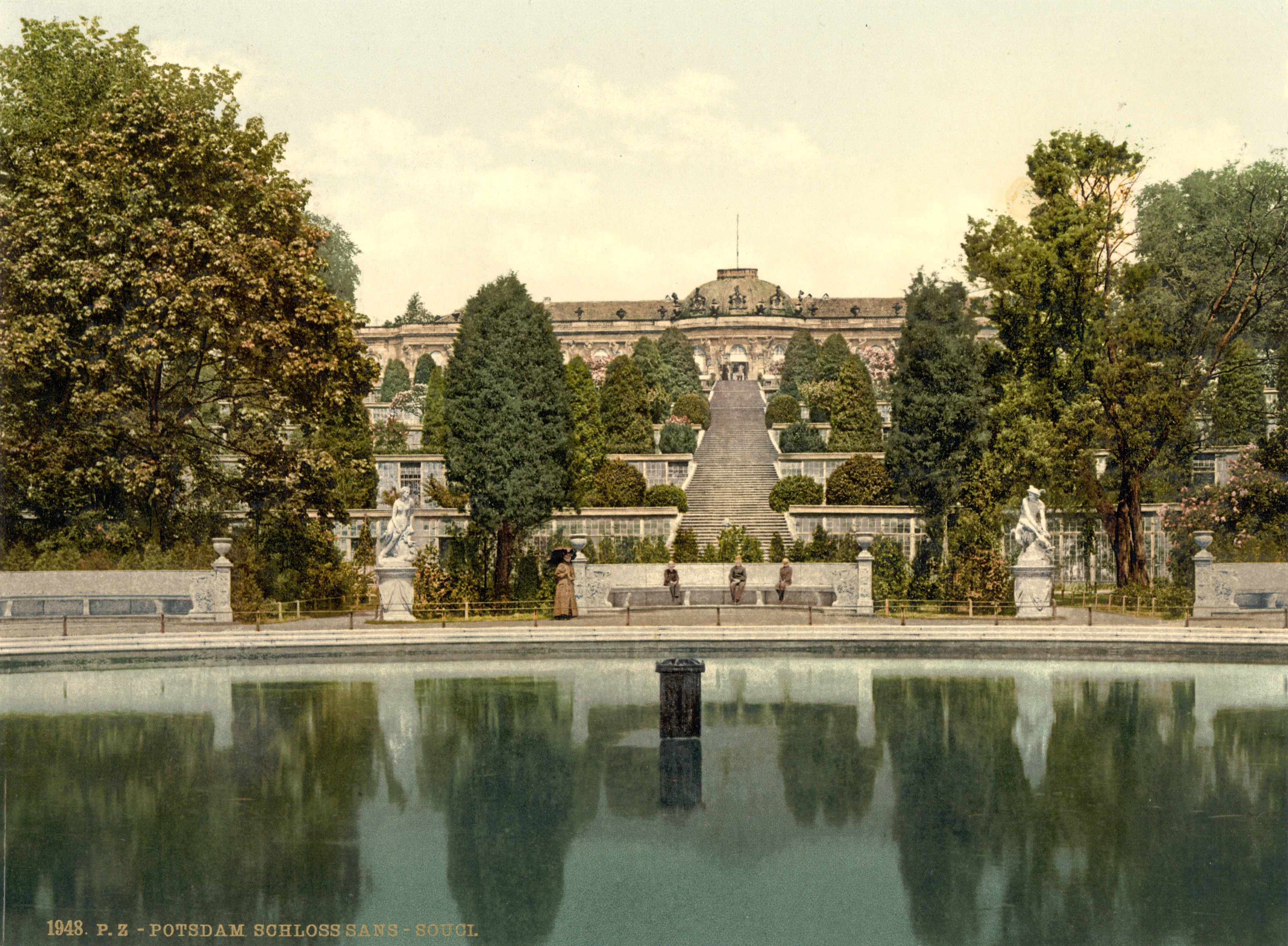
سانسوسي في عام 1900
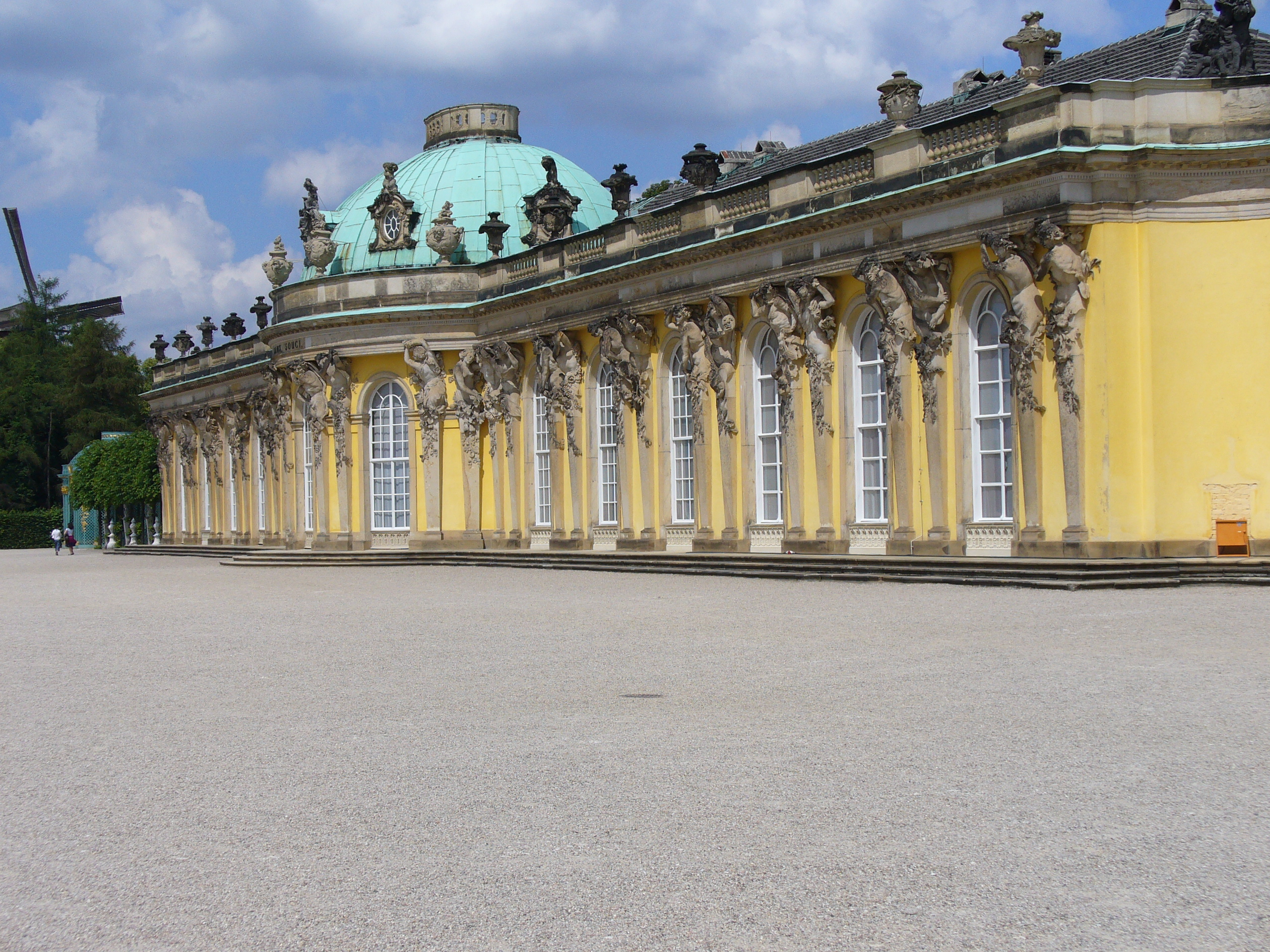
الواجهة من الجنوب
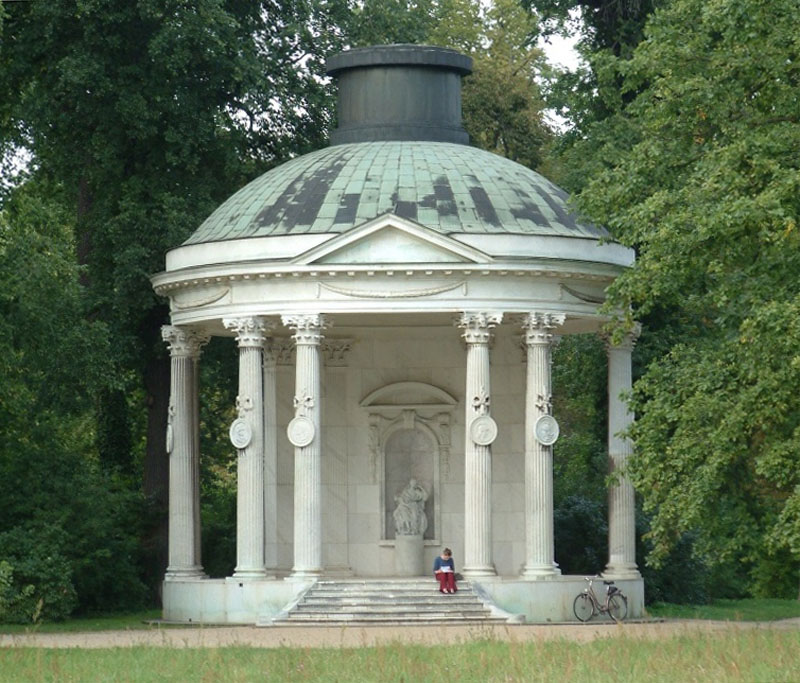
نصب الصداقة
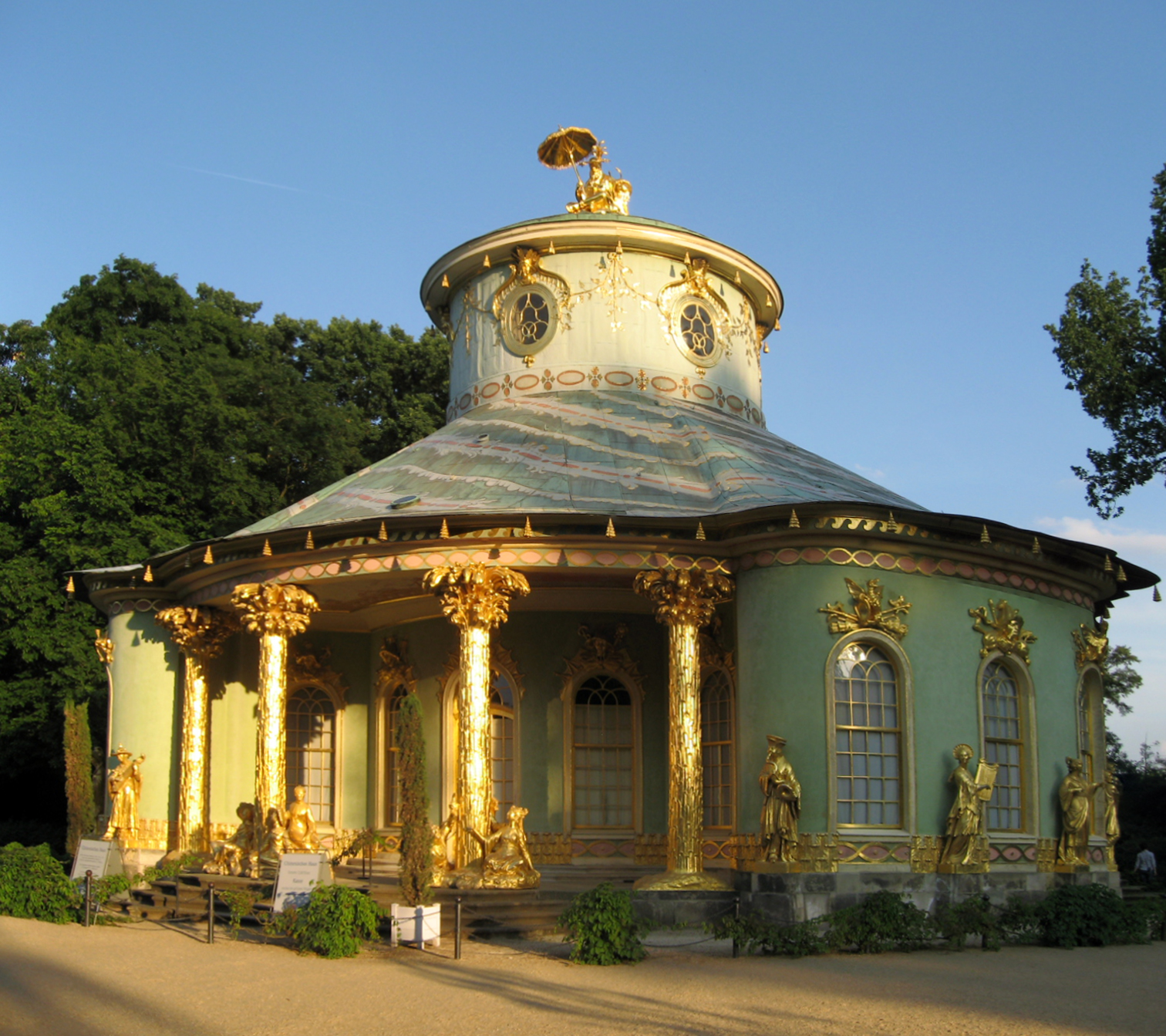
البيت الصيني (1764 )
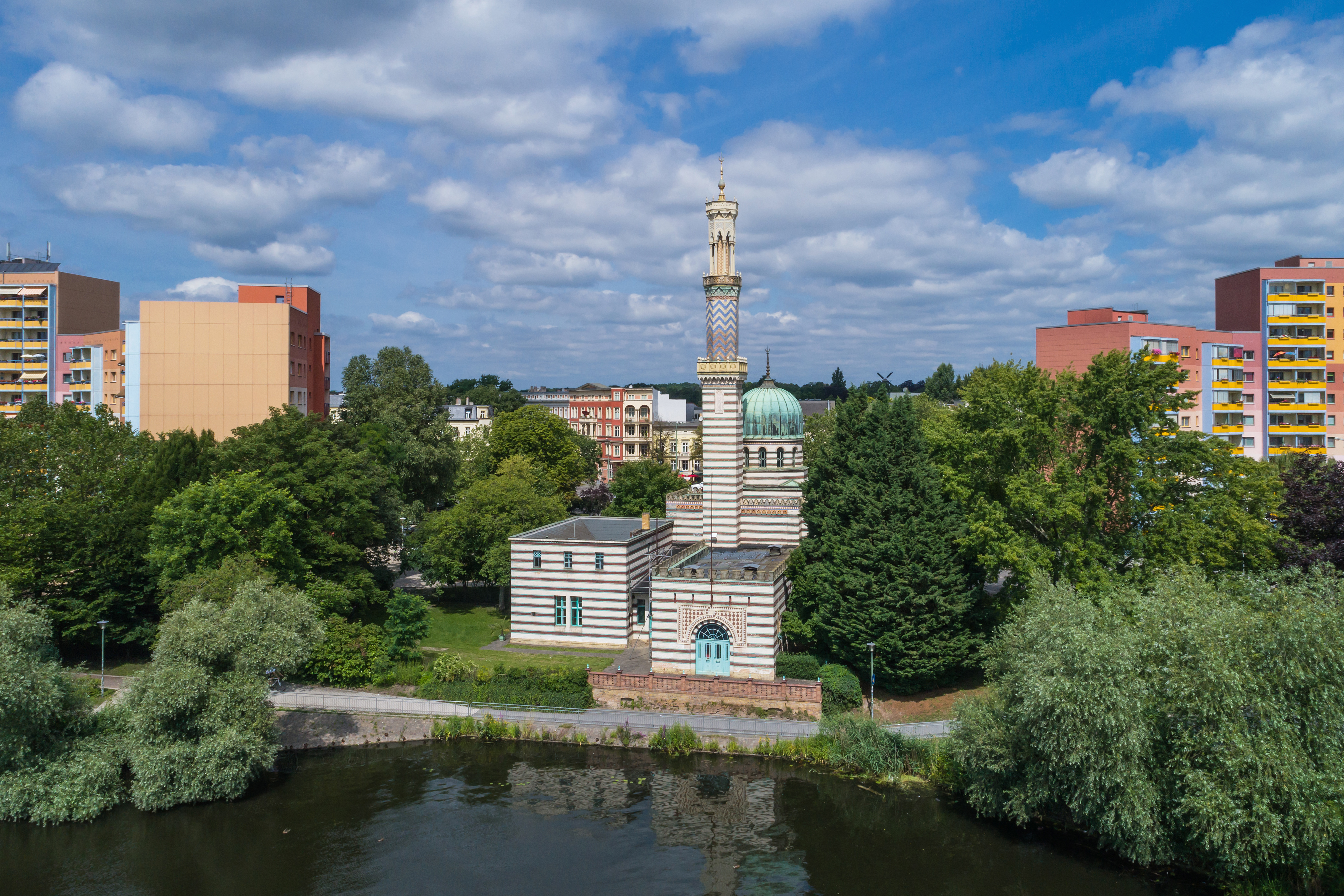
ورشة الآلة البخارية في شكل مسجد
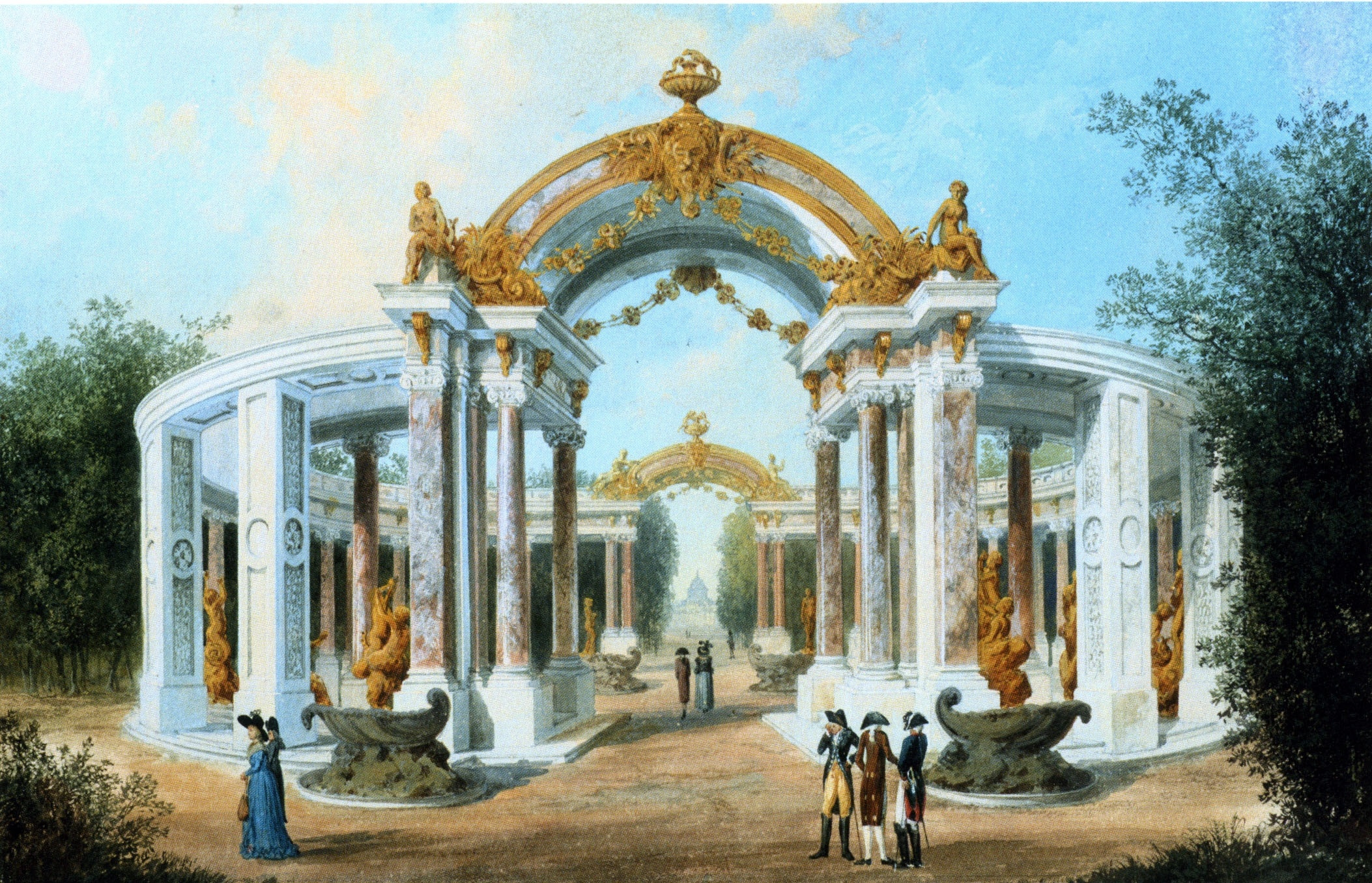
في حديقة الغزلان القديمة , 1792
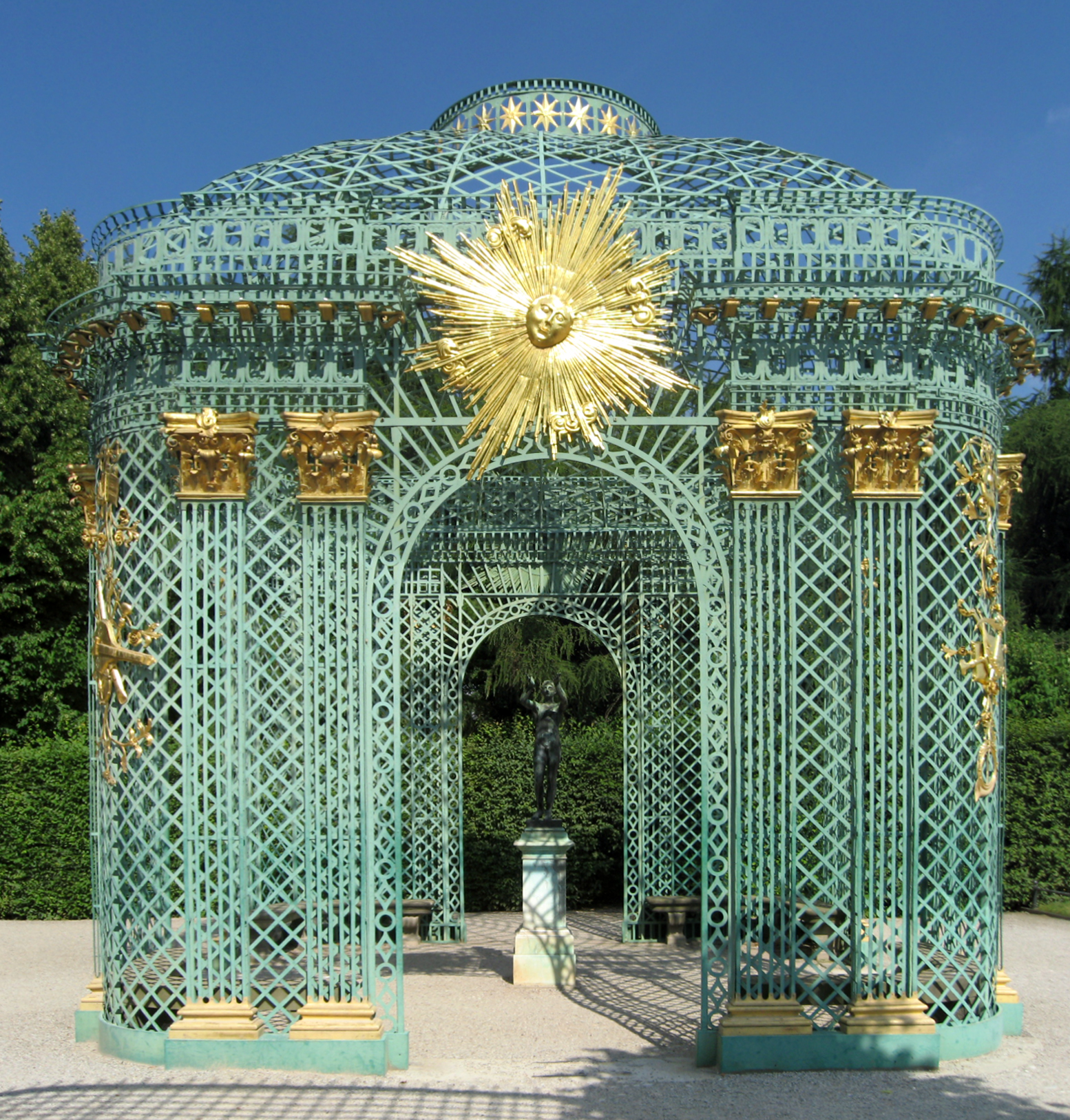
الصومعة البرونزية الشرقية
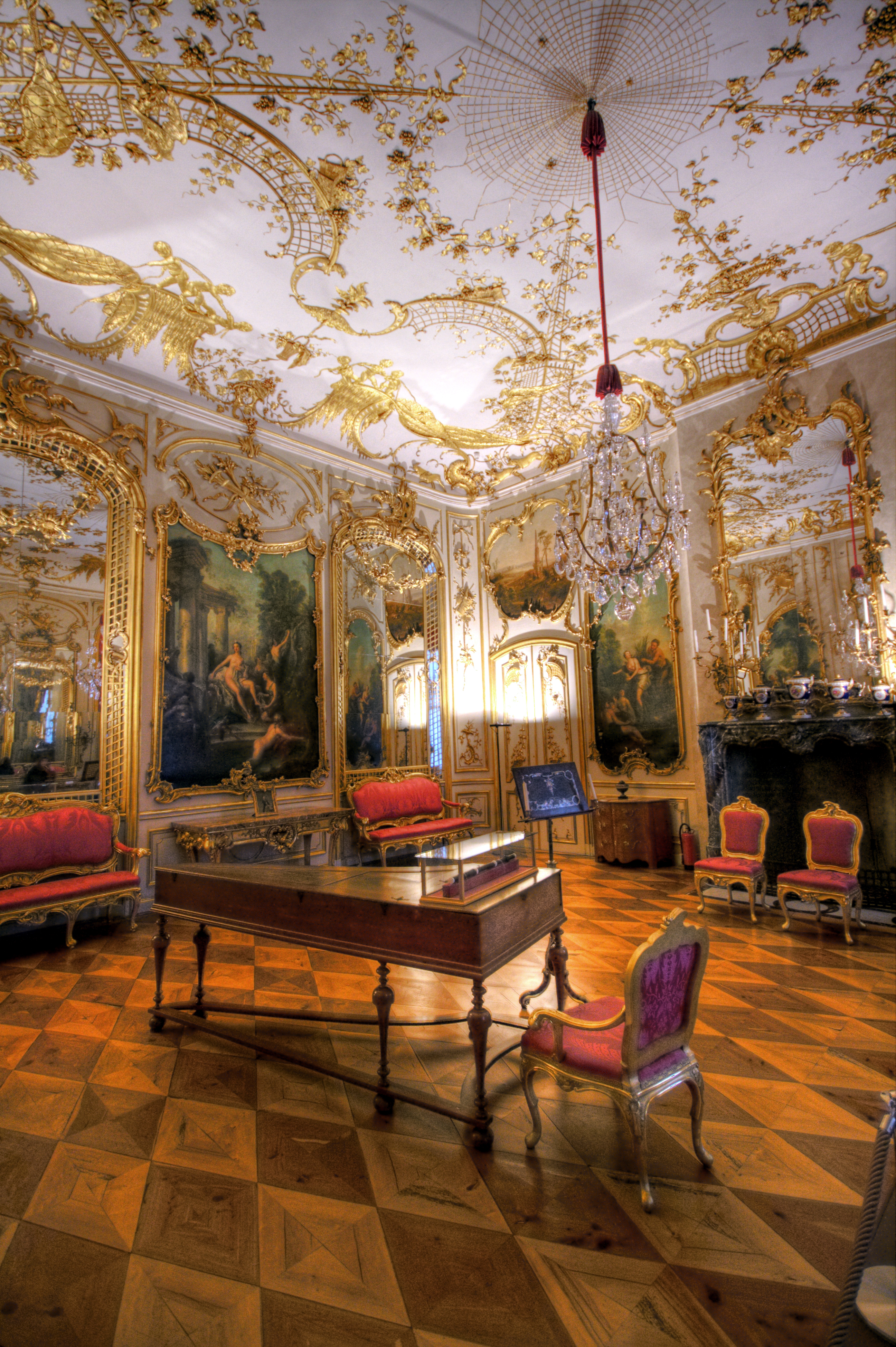
غرفة الموسيقى

## وصلات خارجية
- Stiftung Preußische Schlösser und Gärten Berlin-Brandenburg
- Professionelle 360°-Panoramen mehrerer Räume bei deutschlandpanorama.de und arounder.com
- ICOMOS evaluation of the World Heritage Site
- Images from Sanssouci
- Interactive Panorama: Sanssouci Garden
- 360° foto
- Official flyer of Palaces and Gardens in Berlin and Brandenburg

## اقرأ أيضا
- قصر نويشفانشتاين
- قصر مانهايم
- قصر ارنزبورغ
- حدائق ملوك هانوفر
- ينيدزا
- درسدن